# Uniforme diplomatica

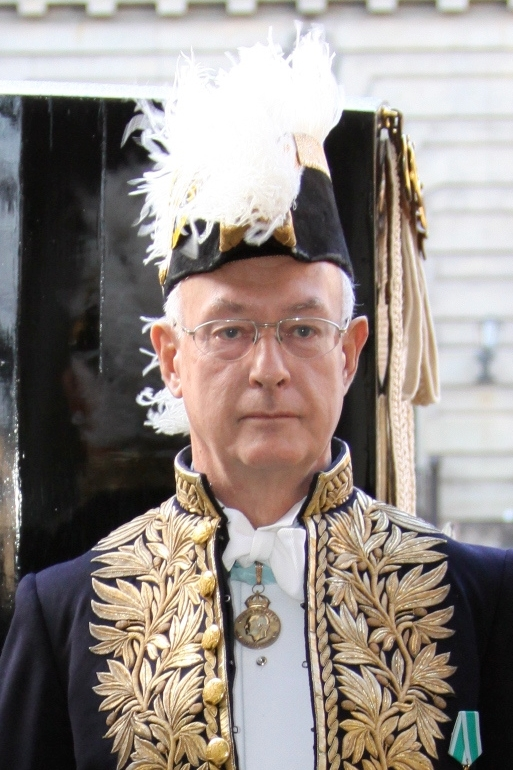
Un diplomatico svedese con l'uniforme diplomatica in uso dal Maresciallo del Corpo Diplomatico, 2011

Per uniforme diplomatica s'intende un tipo di uniforme indossata da ufficiali del corpo diplomatico, come ambasciatori o consoli. Introdotta negli stati europei nel XIX secolo e modellata sugli abiti di corte, venne abbandonata dalla maggior parte degli stati nel corso dello scorso secolo. Alcuni paesi prevedono ancora l'uso delle uniformi diplomatiche per talune cerimonie od occasioni estremamente formali.

## Storia

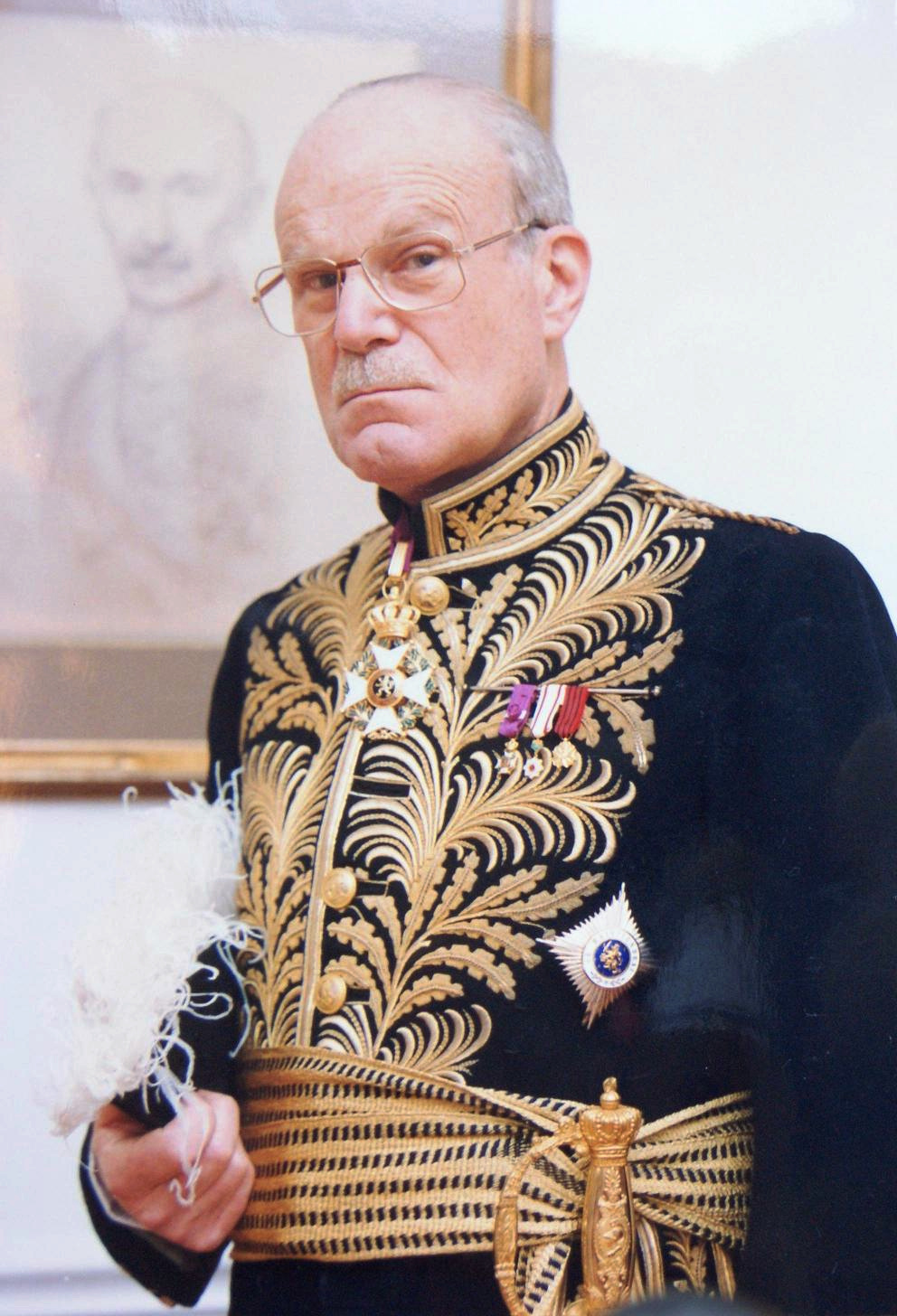
Il Barone Henri Beyens con l'uniforme del corpo diplomatico belga

Sino alla fine del XVIII secolo i diplomatici (che spesso appartenevano all'alta nobiltà) indossavano i loro vestiti di corte per le occasioni solenni. Le uniformi diplomatiche vennero introdotte per la prima volta in Francia nel 1781 e vennero poi adottate dalla maggior parte dei paesi europei attorno al 1800 nel corso delle riforme amministrative come risposta alla Rivoluzione francese ed alle guerre napoleoniche. In molti paesi, quelle diplomatiche furono tra le prime uniformi civili ad essere adottate. Oltre a evitare che i diplomatici avessero un vestiario differente ma venissero uniformati ad una comune appartenenza di corpo, l'uniforme era utilizzata per enfatizzare il ruolo stesso del diplomatico e sottolinearlo all'attenzione dei presenti.

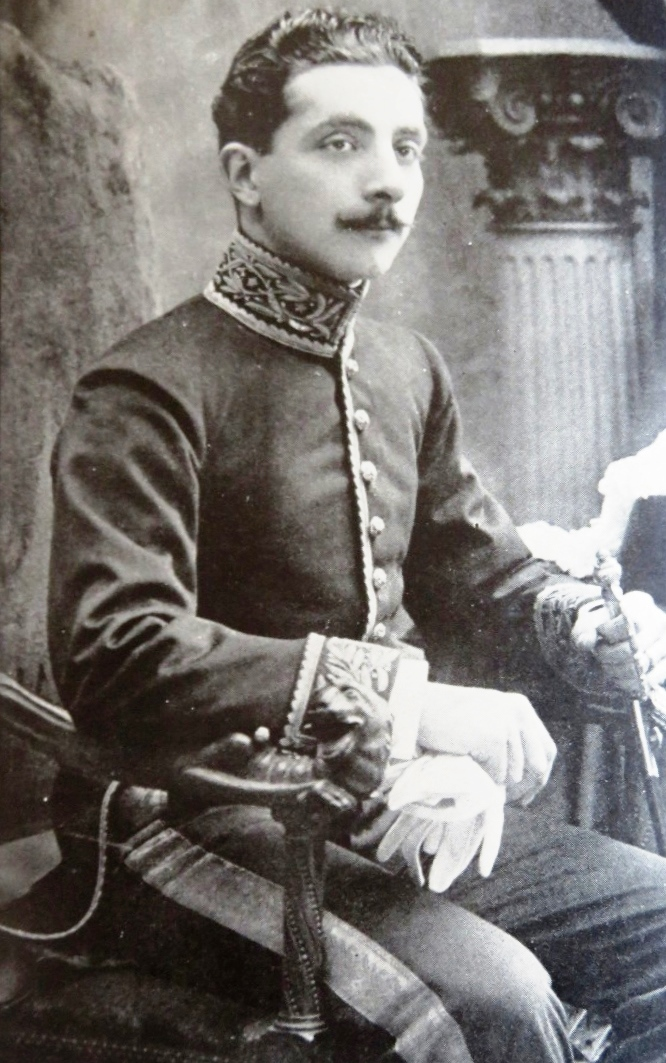
Ernesto Balmaceda nell'uniforme diplomatica cilena, 1906

Anche molte corti non europee adottarono lo stile europeo delle uniformi diplomatiche nel corso del XIX secolo. Tra queste spicca sicuramente il Giappone della Rivoluzione Meiji che introdusse delle uniformi diplomatiche di stile europeo al posto degli abiti tradizionali nel 1872 per tutti gli ufficiali, civili e militari. L'ultimo periodo storico dove la maggior parte dei corpi diplomatici mantennero le loro uniformi tradizionali fu prima della seconda guerra mondiale. Uno studio dettagliato sull'uso contemporaneo delle uniformi, civili e militari, è stato pubblicato nel 1929 il quale da inoltre la descrizione di tutte le uniformi diplomatiche in uso agli stati allora esistenti, tra cui appunto la maggior parte delle nazioni europee, alcune dell'America Latina e altre asiatiche. È curioso notare ad ogni modo come molti stati costituitisi a seguito della Prima Guerra Mondiale non abbiano adottato delle uniformi diplomatiche o altri le abbiano rifiutate.
Sebbene molti paesi abbiano poi abbandonato l'uso di uniformi nel corpo diplomatico nel corso del XX secolo, molte altre antiche ambascerie le hanno mantenute anche se solo nelle occasioni formali come la presentazione delle loro credenziali come ambasciatori, ecc. Ancora nel 2001, in un ricevimento del corpo diplomatico vaticano, si possono vedere gli ambasciatori di Monaco, Paesi Bassi, Thailandia, Regno Unito, Spagna, Francia e Belgio nelle loro uniformi storiche tradizionali.

## Caratteristiche

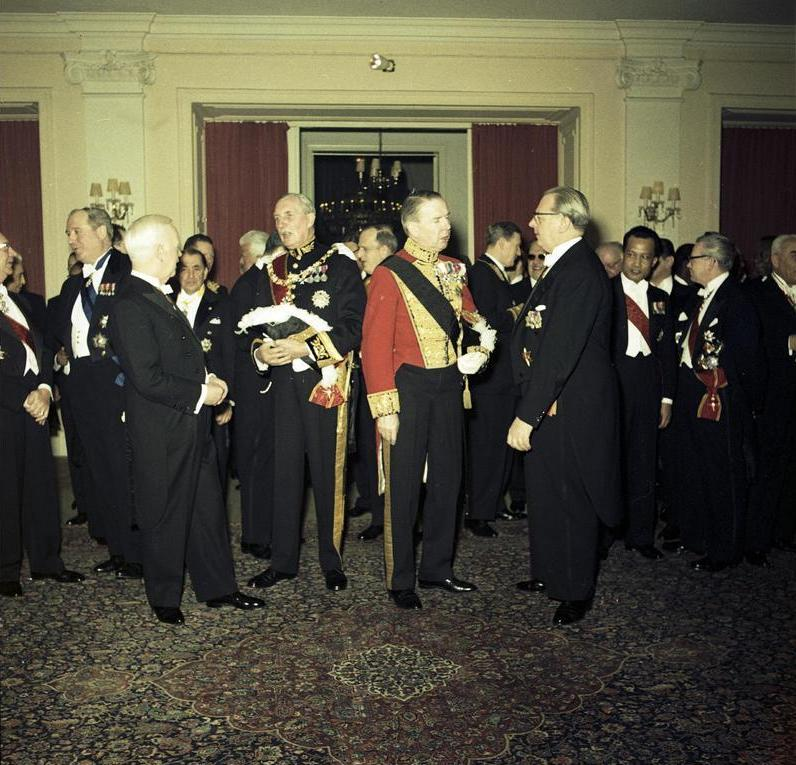
Ricevimento diplomatico nella Germania Occidentale, 1961; l'ambasciatore danese è evidente nella sua uniforme rossa, assieme all'ambasciatore inglese in uniforme diplomatica

Le uniformi diplomatiche generalmente seguono la moda degli abiti di corte del XX secolo tra cui l'uso del frac, braghe o pantaloni, una spada ed un cappello a feluca piumato ("bicorno"). Vi sono almeno due versioni nominali per l'abito, ovvero un'uniforme alta per le cerimonie e gli eventi di maggior importanza ed un'uniforme minore. A differenza però delle loro controparti militari e navali, i diplomatici non utilizzano quotidianamente l'uniforme, che nella vita ordinaria viene sostituita da appropriati abiti civili.
Le uniformi diplomatiche erano spesso riccamente ricamate in oro sulla falsariga di quelle degli ufficiali di corte. Il rango diplomatico si distingueva però da questi ultimi per la grande ricchezza delle decorazioni e per la qualità. In contrasto con le uniformi militari, che subirono rapidi cambiamenti tra XIX e XX secolo, le uniformi diplomatiche tesero a mantenere sostanzialmente il loro disegno tradizionale. Le uniformi si distinguevano a livello nazionale per alcune particolarità nelle decorazioni. Ad esempio, gli ambasciatori francesi erano contraddistinti da decorazioni con piccole rane, i colleghi portoghesi da foglie di quercia e da ghiande, mentre i norvegesi da abeti e dai frac blu scuro anziché neri. I diplomatici belgi adottarono anche loro i frac di colore "blue royale".
Il Belgio ha mantenuto identiche divise diplomatiche, mentre quelli spagnoli rimangono contraddistinti da dei manicotti di stoffa rossa o i danesi dalle loro uniformi completamente rosse.

## In Italia

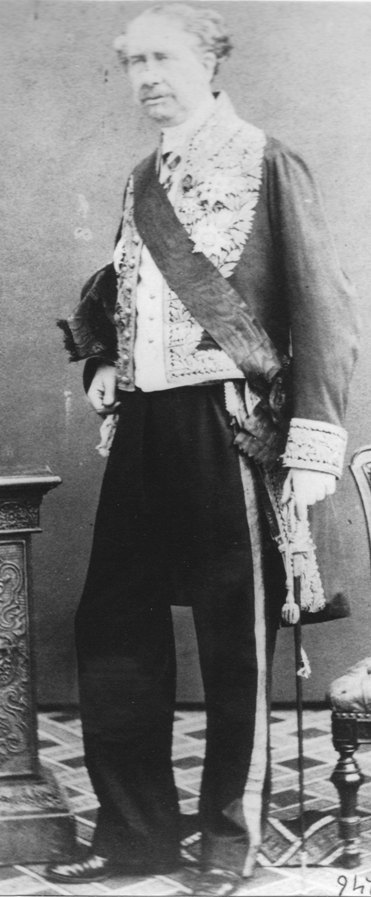
Alessandro Manfredi Luserna d'Angrogna con l'uniforme diplomatica

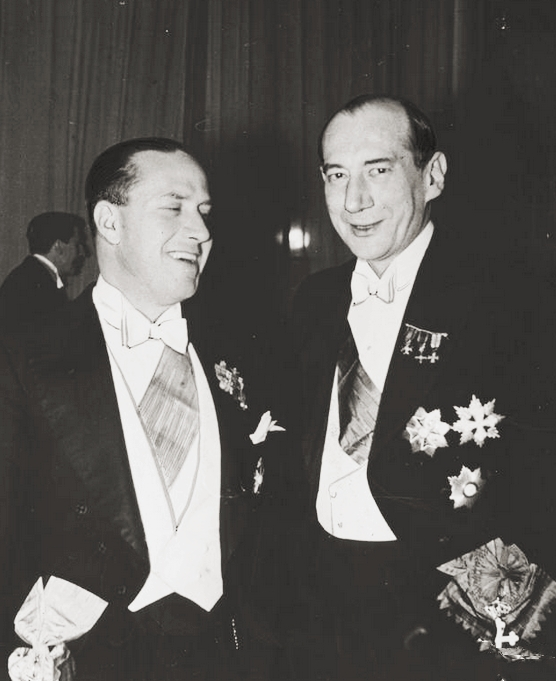
Galeazzo Ciano e Józef Beck con il frac in una fotografia del 1939

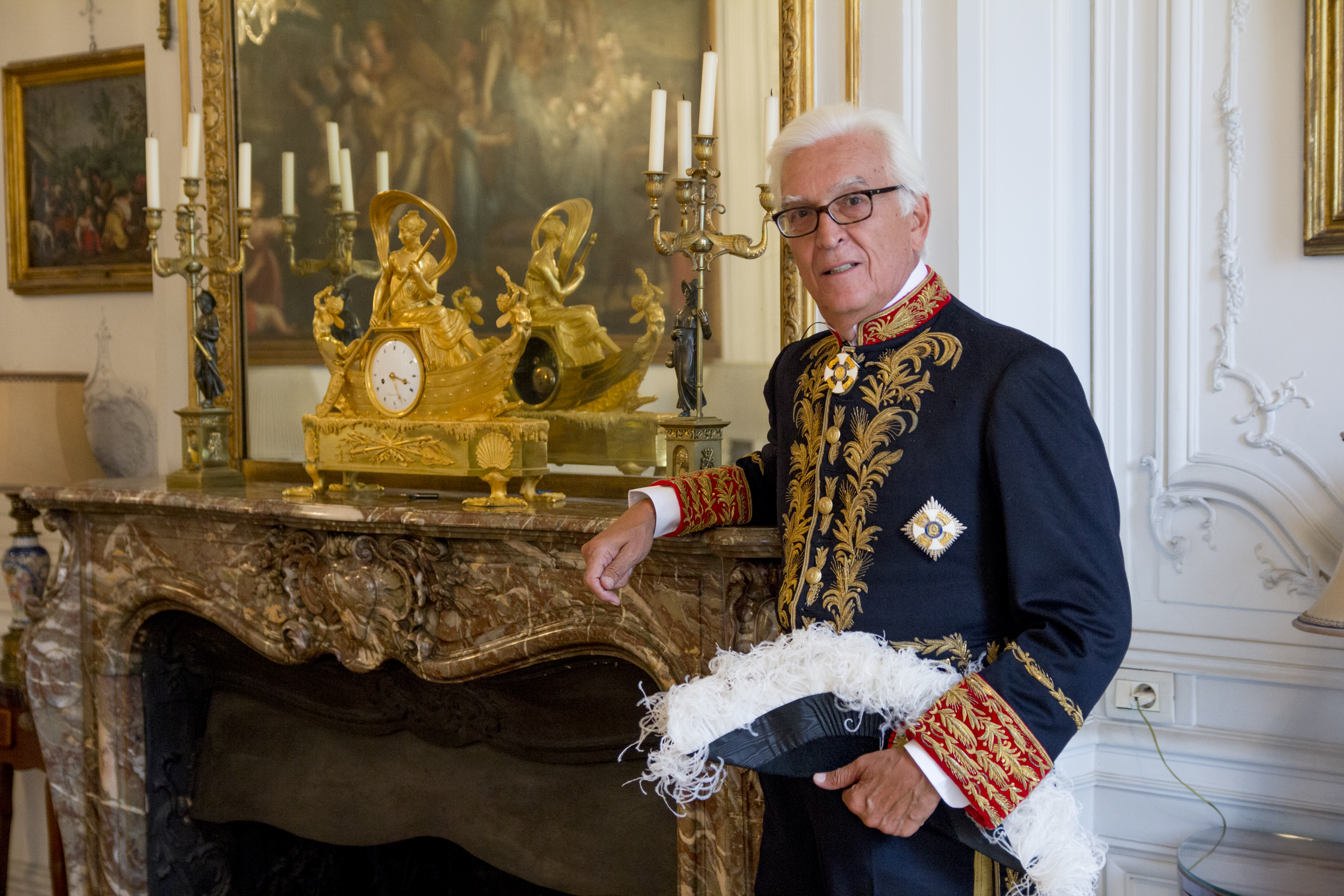
Uniforme diplomatica contemporanea (2015)

Già prima dell'unità d'Italia esistevano uniformi diplomatiche diverse a seconda dei differenti Stati preunitari italiani, ma fu dopo la proclamazione del Regno d'Italia che vennero introdotte a livello statale le uniformi in uso presso la corte sabauda. Il completo era contraddistinto da un frac nero a doppia coda con decorazioni in oro contraddistinte dal tema dei nodi di Savoia. I bottoni potevano essere decorati diversamente (col motto FERT o con l'aquila sabauda) a seconda dei gradi, come pure le decorazioni sulle tasche, sui bordi e sui manicotti, che potevano essere più o meno ricche a seconda delle differenti funzioni. Completava il tutto un bicorno con piume nere e coccarda tricolore.
Il regime fascista, pur mantenendo per qualche tempo le uniformi in uso nel Regno d'Italia, considerava le stesse troppo antiquate e non corrispondenti alla nuova immagine che l'Italia intendeva dare di sé all'estero. Per questo motivo si iniziò a prevedere l'uso del classico frac nero, accompagnato come di consueto dalle decorazioni di stato ricevute, anche se (in particolare durante la fase matura della dittatura fascista) spesso questo abito venne sostituito dalle uniformi militari (dell'esercito, della marina o della milizia) nel caso in cui il responsabile di un ufficio diplomatico fosse anche un militare.
Le uniformi diplomatiche vennero mantenute in uso in Italia sino alla fine della Seconda Guerra Mondiale quando vennero sostituite de facto coi vestiti formali che ancora oggi sono utilizzati dai diplomatici dei vari gradi. Tuttavia de iure le uniformi stabilite in periodo monarchico erano ancora in vigore ancorché private dei simboli monarchici, come esplicato nel DPR del 21 giugno 1948 n. 1125, pubblicato alla Gazzetta Ufficiale il 30 agosto 1948.
A seguito dell'emanazione del decreto legge 25 giugno 2008, n. 112, convertito in legge 6 agosto 2008, n. 133, in particolare ai sensi dell'art. 24, e annesso allegato "A" n. 334, veniva abrogato il regio decreto 8 marzo 1928, n. 1038, su "Divisa dei funzionari delle carriere diplomatico-consolare, commissari consolari ed interpreti". Ad oggi quindi non è chiaro se l’uniforme diplomatica sia in vigore o meno, non essendo stato infatti abrogato il decreto del 1948.

## Nel mondo

### Città del Vaticano
Gli ambasciatori della Santa Sede (che come persona di diritto internazionale ha giurisdizione sovrana sulla Città del Vaticano e ne fa le veci nelle relazioni internazionali) presso altri stati o soggetti internazionali sono normalmente vescovi con il titolo di nunzio apostolico. Per questo motivo vestono l'abito ordinario previsto per la loro funzione ecclesiastica e l'unica differenza che sino a qualche tempo fa contraddistingueva i prelati diplomatici della Santa Sede era l'uso del ferraiolo, un mantello simbolo di dignità che serviva loro per distinguersi dagli altri funzionari di curia.

### Germania
Nel 1817, i diplomatici prussiani utilizzarono delle uniformi blu scuro con manicotti e collare di velluto nero, decorati con foglie di quercia in oro. Nel 1888, l'Impero tedesco introdusse l'Altbrandenburgischer Waffenrock, una uniforme diplomatica di stile più vicino a quello militare, modellata sulle forme delle vesti degli ufficiali di alto rango. Le uniformi militari spesso però erano indossate in quanto molti ufficiali di corte e diplomatici erano spesso anche ufficiali militari o ufficiali in riserva e quindi durante l'impero spesso le due cariche finivano per confondersi.
Le uniformi diplomatiche vennero abbandonate durante la Repubblica di Weimar, ma il regime nazista che disponeva di numerosi generali ed ex generali nel proprio servizio diplomatico, le riprese. Su disegno di Benno von Arent venne approvata la nuova uniforme a doppie code di colore blu scuro con decorazioni di foglie di quercia in argento e con l'apposizione di una piccola aquila sul giustacuore, oltre alla dotazione di un piccolo pugnale.

### Russia e Unione Sovietica

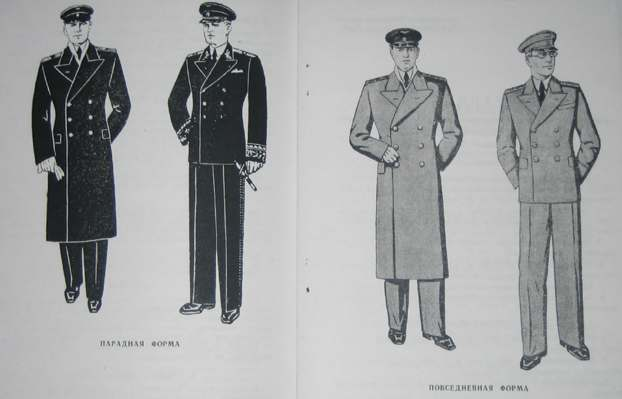
Immagine del regolamento sovietico del 1943 relativo alle uniformi diplomatiche

Nel 1834, l'Impero russo introdusse l'uso delle uniformi diplomatiche. Indossate sino al 1917, queste erano di colore verde scuro (quasi nero) con un cappello a bicorno e decorazioni a seconda del rango. I regolamenti introdotti nel 1904 specificarono ben sei tipologie di variazioni delle uniformi vede scuro a seconda dell'occasione in cui esse erano indossate.
Dopo la Rivoluzione russa, il governo emanò un documento dal titolo "Brevi istruzioni relative all'etichetta da adottare nella società borghese che invitava i diplomatici russi ad abbandonare definitivamente le uniformi diplomatiche tradizionali a favore di più formali giacche. Dal 1923 al 1924, i giornali di Mosca dibatterono però sul fatto se tale uniforme non fosse comunque da ritenersi troppo borghese e quindi totalmente aliena dalo spirito dello "Stato dei Lavoratori e dei Contadini" e si chiesero quindi ulteriori riforme sul tema.
Le uniformi diplomatiche ad ogni modo vennero riadottate solo nel 1943: un'uniforme in tre pezzi con bottoni d'oro e manicotti dorati e decorati per le occasioni formali, mentre l'uniforme del quotidiano comprendeva un vestito grigio. L'uniforme nera era molto simile paradossalmente a quella indossata dalla controparte nazista; il diplomatico sovietico Victor Israelyan raccontò appunto a tal proposito che l'abito era così simile che durante la guerra ricevette un saluto militare "Heil Hitler!" da parte di un prigioniero tedesco in Russia che lo scambiò per un ufficiale delle SS.

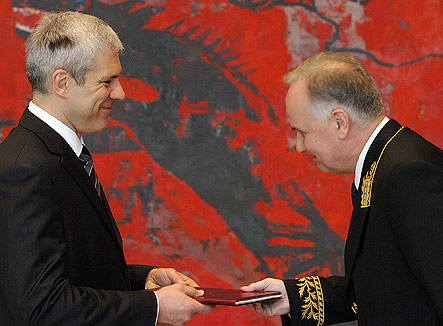
L'ambasciatore russo Alexander Konuzin in uniforme, presenta le sue lettere di credenziali al presidente serbo Boris Tadić, 2008

L'indossare l'uniforme ufficiale ad ogni modo fu una pratica discontinua sino al 1954, data dove solo gli ambasciatori ottennero di poterla utilizzare e solo in occasioni particolari. Solitamente gli ufficiali del Ministero degli Esteri sovietico indossavano un doppiopetto nero (o bianco se assegnati a regioni con clima tropicale) con collo e manicotti ricamati in oro. Queste uniformi, col crollo dell'Unione Sovietica cessarono di essere utilizzate nel 1991, pur non venendo formalmente mai abolite. Nel 2001 venne reintrodotta una nuova tipologia di uniforme diplomatica sul modello sovietico ad eccezione dei colletti blu-verdi.

### Regno Unito

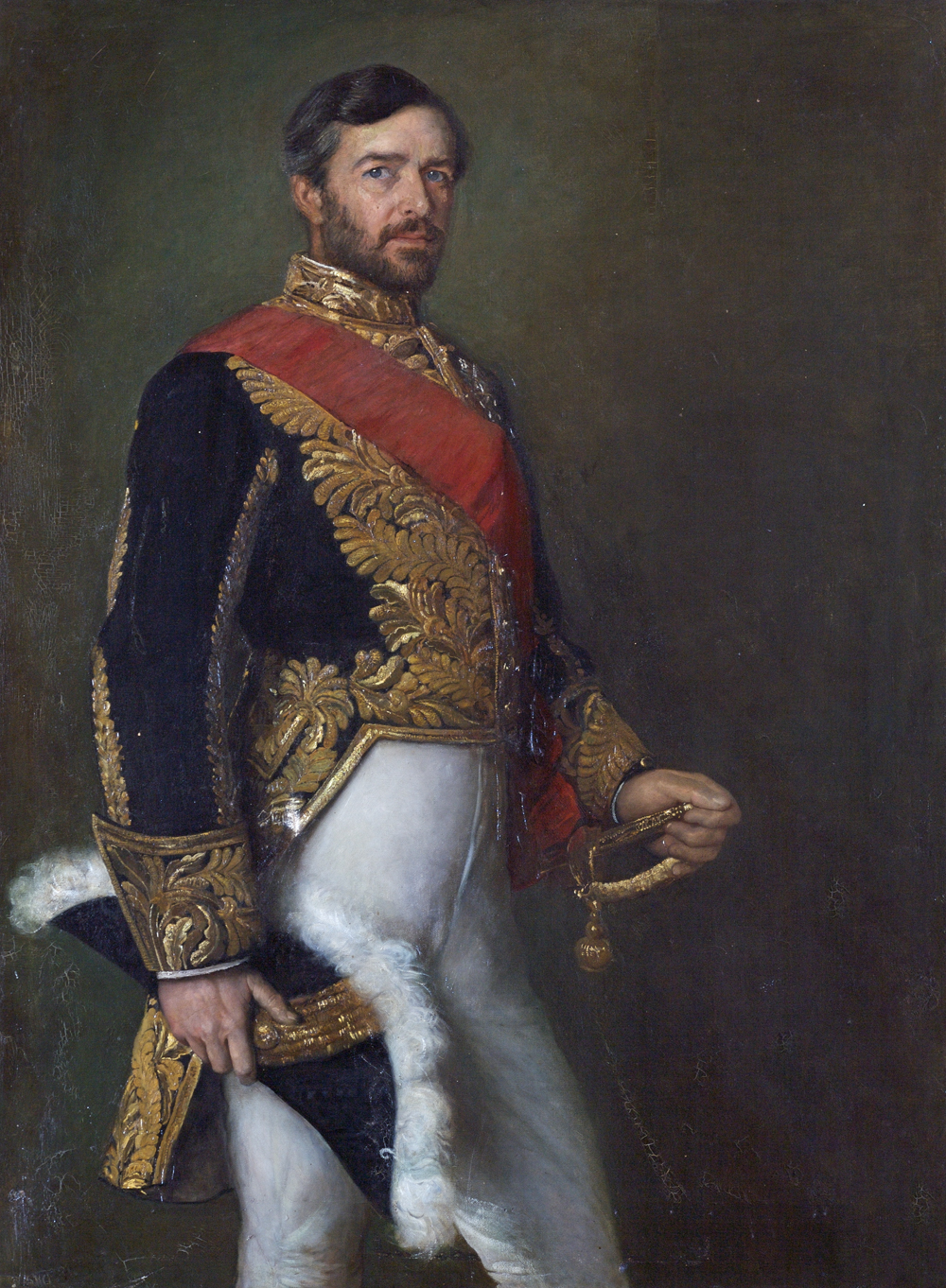
Ritratto di Sir Edward Malet mentre indossa una uniforme vecchio stile da ambasciatore inglese

I diplomatici inglesi spesso avevano delle uniformi di corte ufficiali che consistevano in una giacca di colore blu scuro con foglie di alloro ricamate in oro sul colletto, sul petto, sui manicotti e sul cappello a bicorno con piume bianche di struzzo. Per gli incarichi in paesi tropicali l'uniforme era identica a quella tradizionale ma di colore bianco.
Gli ambasciatori indossavano solitamente l'uniforme di corte di I classe, mentre gli ufficiali minori indossavano uniformi meno elaborate e decorate che erano facilmente distinguibili proprio dal variare di queste decorazioni. I membri del servizio consolare avevano le medesime uniformi, ma con decorazioni in argento, differenti a seconda del loro rango.

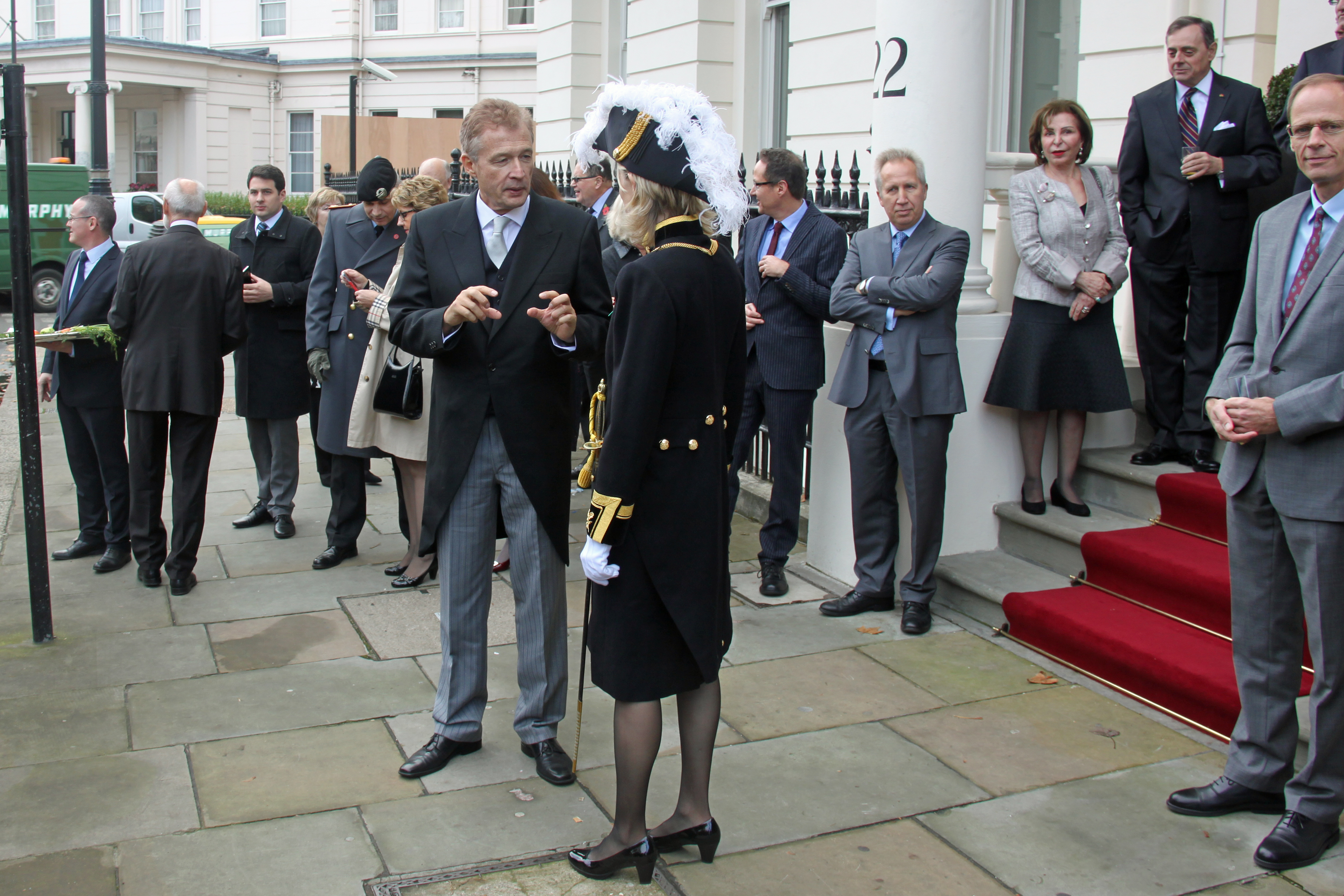
Uniforme femminile per il corpo diplomatico britannico, indossata dal vice maresciallo del corpo diplomatico inglese nel 2014

Attualmente le uniformi tradizionali, pur essendo mantenute, vengono indossate unicamente in occasioni altamente formali come la presentazione delle credenziali presso gli altri paesi. Questa uniforme venne definita negli anni '50 del Novecento.

### Stati Uniti d'America

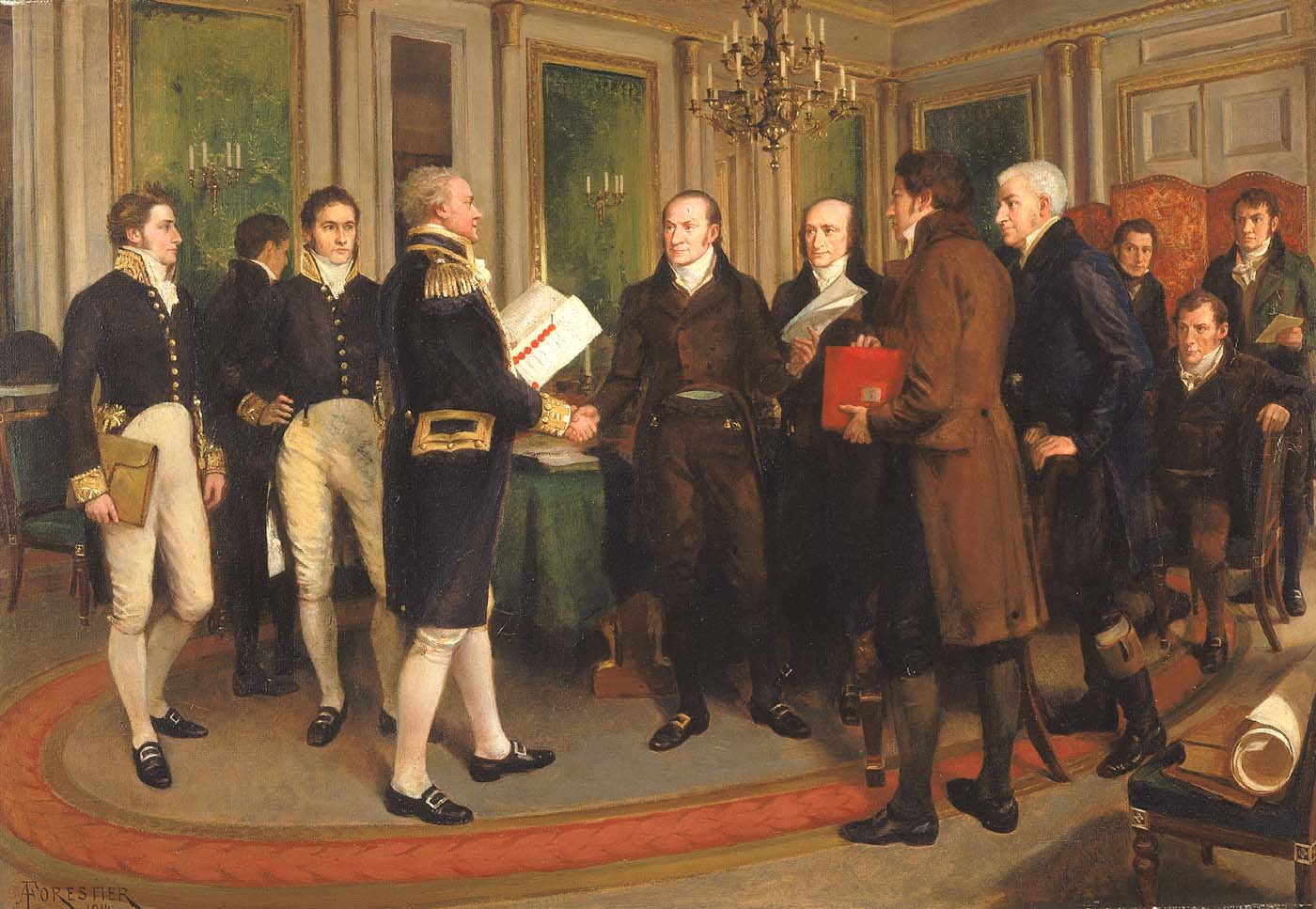
Rappresentanti americani in uniforme (a sinistra) siglano il Trattato di Ghent nel 1814

I diplomatici americani utilizzarono una loro uniforme diplomatica a partire dal 1814 quando vennero chiamati a siglare il Trattato di Ghent; questa era composta di una giacca blu con ricami in oro, braghe e calze bianche, una spada sul fianco ed un cappello a bicorno con una coccarda nera. I diplomatici americani ad ogni modo non ebbero mai un corredo uniforme sino al 1817 quando il Dipartimento di Stato formalmente prescrisse l'uso di una uniforme per i propri ministri all'estero sulla base di quelle già utilizzate per la missione di Ghent. Questa uniforme venne raccomandata in uso a tutto il personale diplomatico dal Segretario di Stato John Quincy Adams nel 1823.
L'amministrazione Jackson semplificò l'uniforme nel 1829, che consisteva ora in una giacca nera con una stella d'oro su ciascun colletto, con manicotti bianchi, e cappello a tricorno con una coccarda nera ed un'aquila americana sul petto, oltre ad uno spadino sul fianco. Questa uniforme era consigliata ma non obbligatoria e per questo molti fecero di propria iniziativa. Nel 1853, il Segretario di Stato William L. Marcy inviò una circolare con cui raccomandava ai diplomatici statunitensi di indossare "semplici vesti di un cittadino americano".
In risposta all'eccessivo lusso nell'ostentare queste uniformi, il Congresso bandì le uniformi diplomatiche nel 1867, passando una soluzione che proibisse ai singoli di indossare un abito non prescritto dallo stato, causando in questo non pochi problemi a quanti si sentivano privati di una loro prerogativa. Nel 1910, Theodore Roosevelt attrasse a sé non poche critiche per essere stato l'unico ufficiale straniero ad essere presente al funerale di re Edoardo VII non in uniforme.
Per qualche tempo i diplomatici americani indossarono delle uniformi modificate ricavate da quelle della marina o da altri corpi e tale tradizione continua sino ai nostri giorni. Ancora oggi si è riaccesa la discussione sull'uso o meno delle uniformi diplomatiche presso il servizio americano senza però addivenire ad una conclusione perentoria.